# ウルトラマン倶楽部ST
ウルトラマン倶楽部ST（ウルトラマンクラブST）は、サミーが2005年に発売した4.7号機Bタイプのパチスロ機。販売台数は2006年3月末現在で約7万7千台（セガサミーホールディングスの決算発表資料による）。2006年3月16日にPlayStation 2版『実践パチスロ必勝法ウルトラマン倶楽部ST』を発売した。

## 概要
『ガメラハイグレードビジョン』で使用されたドーナツビジョンを搭載して人気を得た。
- 1998年にCT機（初のCT機はネット社の『クロスCT』）として発売された『ウルトラマン倶楽部3』であったが、このSTは仕様を変えてBタイプのストック機として発売された。ビッグ1回あたりの獲得枚数は約280枚と抑えられたが、その分をボーナスの連続性で補っている。
- ボーナスまでの道のりはいくつかに分けられたモードの行き来と、『北斗の拳』と同じような形を踏む。通常A・通常B・高確A・高確B・前兆A・前兆B・連チャンモードというそれぞれのモードを契機役ごと、ボーナスごとに抽選で行き来する。特に連チャンモードでは約81%の確率で99G以内のボーナス放出が継続するため、一度連チャンモードに突入すると一度に数千枚の出玉も期待できる。
- メイン演出はウルトラマンとウルトラセブンが登場し、各作品の代表的な怪獣とのバトル。どちらかというとウルトラセブンの方がやや勝ちやすい傾向にある。そのほかにもサミーのパチスロシーンに関わるいろいろなキャラクターが出てくるプレミアム演出もある。また「ウルトラマン vs エレキング」、「ウルトラセブン vs ゼットン」など、原作ではあり得ない対決が行われるとボーナス確定となる。